# Chiconcuac, Morelos
Chiconcuac är en ort i Mexiko.   Den ligger i kommunen Xochitepec och delstaten Morelos, i den sydöstra delen av landet, 70 km söder om huvudstaden Mexico City. Chiconcuac ligger 1 153 meter över havet och antalet invånare är 7 071.
Terrängen runt Chiconcuac är kuperad österut, men västerut är den platt. Runt Chiconcuac är det tätbefolkat, med 591 invånare per kvadratkilometer. Närmaste större samhälle är Cuernavaca, 16,1 km norr om Chiconcuac. I omgivningarna runt Chiconcuac växer huvudsakligen savannskog.